# Torino Hunte
Torino Hunte (Goirle, 14 dicembre 1990) è un calciatore olandese, attaccante dell'Unicum.

## Caratteristiche tecniche
È un'ala sinistra.

## Carriera
Cresciuto nelle giovanili dell'UNA, ha esordito il 22 agosto 2018 in un match di KNVB beker perso 3-4 contro lo SVV Scheveningen.

## Statistiche

### Presenze e reti nei club
Statistiche aggiornate al 16 gennaio 2018.
| Stagione         | Squadra          | Campionato       | Campionato | Campionato | Coppe nazionali | Coppe nazionali | Coppe nazionali | Coppe continentali | Coppe continentali | Coppe continentali | Altre coppe | Altre coppe | Altre coppe | Totale | Totale | Totale |
| Stagione         | Squadra          | Comp             | Pres       | Reti       | Comp            | Pres            | Reti            | Comp               | Pres               | Reti               | Comp        | Pres        | Reti        | Pres   | Reti   |        |
| ---------------- | ---------------- | ---------------- | ---------- | ---------- | --------------- | --------------- | --------------- | ------------------ | ------------------ | ------------------ | ----------- | ----------- | ----------- | ------ | ------ | ------ |
| 2012-2013        | UNA              | HOK              | 00         | 0          | CO              | 1               | 0               |                    | -                  | -                  |             | -           | -           | 1      | 0      |        |
| 2013-2014        | Eindhoven        | EED              | 26+2       | 1+0        | CO              | 2               | 0               |                    | -                  | -                  |             | -           | -           | 30     | 1      |        |
| 2014-2015        | Eindhoven        | EED              | 28+2       | 4+0        | CO              | 1               | 0               |                    | -                  | -                  |             | -           | -           | 31     | 4      |        |
| Totale Eindhoven | Totale Eindhoven | Totale Eindhoven | 58         | 5          |                 | 3               | 0               |                    | -                  | -                  |             | -           | -           | 61     | 5      |        |
| 2015-2016        | VVV-Venlo        | EED              | 31+2       | 6+0        | CO              | 0               | 0               |                    | -                  | -                  |             | -           | -           | 33     | 6      |        |
| 2016-2017        | VVV-Venlo        | EED              | 34         | 4          | CO              | 2               | 2               |                    | -                  | -                  |             | -           | -           | 36     | 6      |        |
| 2017-2018        | VVV-Venlo        | ERE              | 18         | 1          | CO              | 1               | 1               |                    | -                  | -                  |             | -           | -           | 19     | 2      |        |
| Totale Carriera  | Totale Carriera  | Totale Carriera  | 143        | 16         |                 | 7               | 3               |                    | -                  | -                  |             | -           | -           | 150    | 19     |        |

## Palmarès

### Club

#### Competizioni nazionali
- Eerste Divisie: 1

VVV-Venlo: 2016-2017